# Heilig Hartbeeld (Steyl, Missiehuis St. Michaël, heuvel)
Het Heilig Hartbeeld is een standbeeld in het Nederlandse kloosterdorp Steyl, in de provincie Limburg. Het beeld maakt deel uit van de Heilig Hartheuvel in de kloostertuin van het Missiehuis St. Michaël. De Heilig Hartheuvel is een rijksmonument en maakt deel uit van het Rijksbeschermd gezicht Steyl.

## Achtergrond
In 1875 werd het Missiehuis St. Michaël gesticht door de uit Duitsland afkomstige Arnold Janssen. Tegenover het missiehuis werden tussen 1890 en 1900 tuinen aangelegd met onder andere diverse grotten en heiligenbeelden.
In het kloosterdorp Steyl is een vijftal Heilig Hartbeelden te vinden: op de Heilig Hartheuvel en in de vijver van het Missiehuis, in de tuin van het Slotklooster en in de tuin en in de tuinmuur van het Heilig Hartklooster.

## Beschrijving
Het wit geschilderde Hartbeeld toont een staande Christusfiguur in orantehouding. Hij is gekleed in een lang, gedrapeerd gewaad. Op zijn borst is het Heilig Hart zichtbaar. Het beeld is geplaatst op een heuvel in de tuinen van het missiehuis en staat op een sokkel van kunstmatige rotsen.

## Waardering
De Heilig Hartheuvel en het beeld werden in 2004 in het monumentenregister ingeschreven als rijksmonument, onder meer vanwege "de hoge mate van zeldzaamheid; de verbondenheid met aard en aanleg van de kloostertuin; religieus-historische belevingswaarden en zeggingskracht".

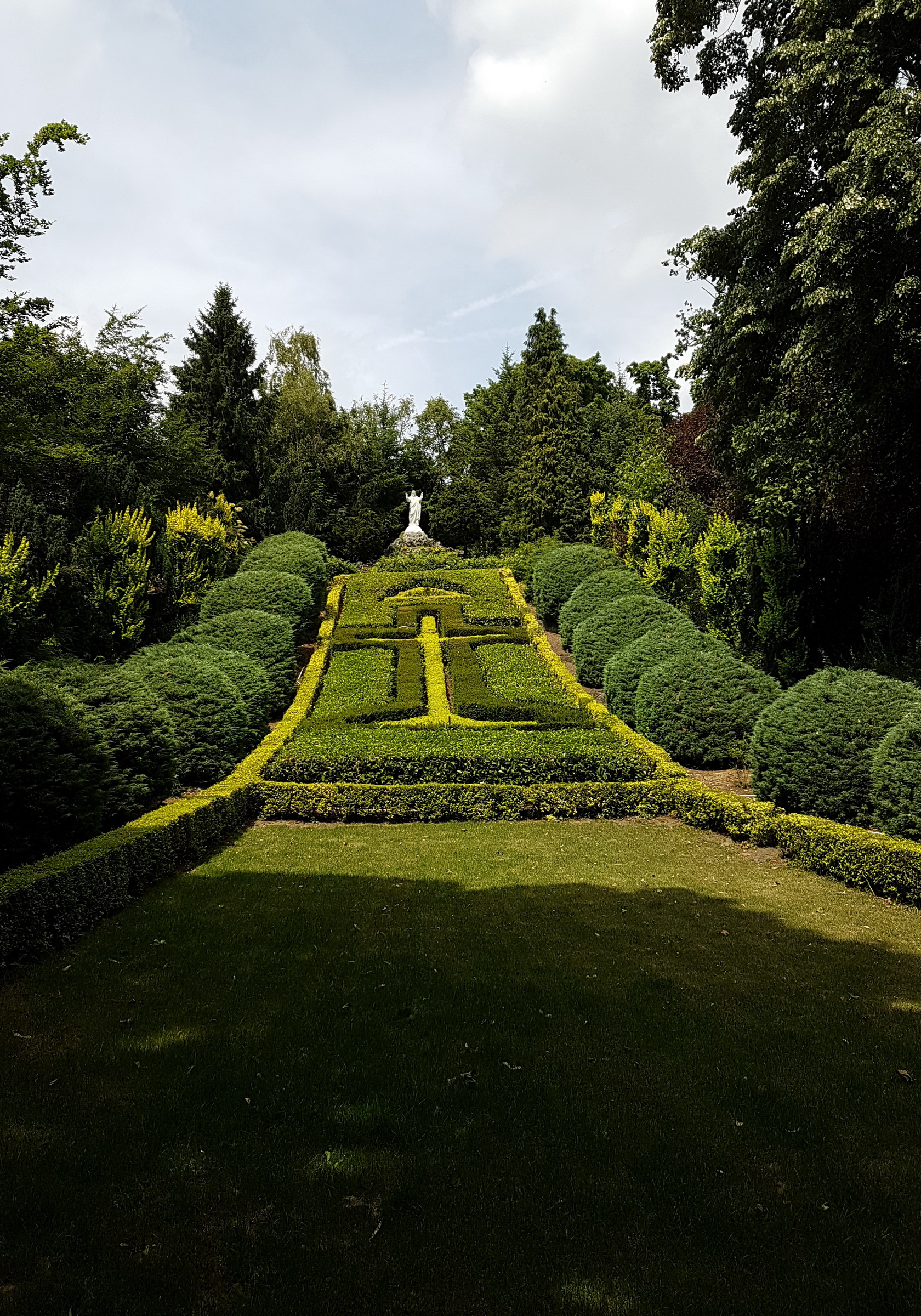
Heilig Hartheuvel
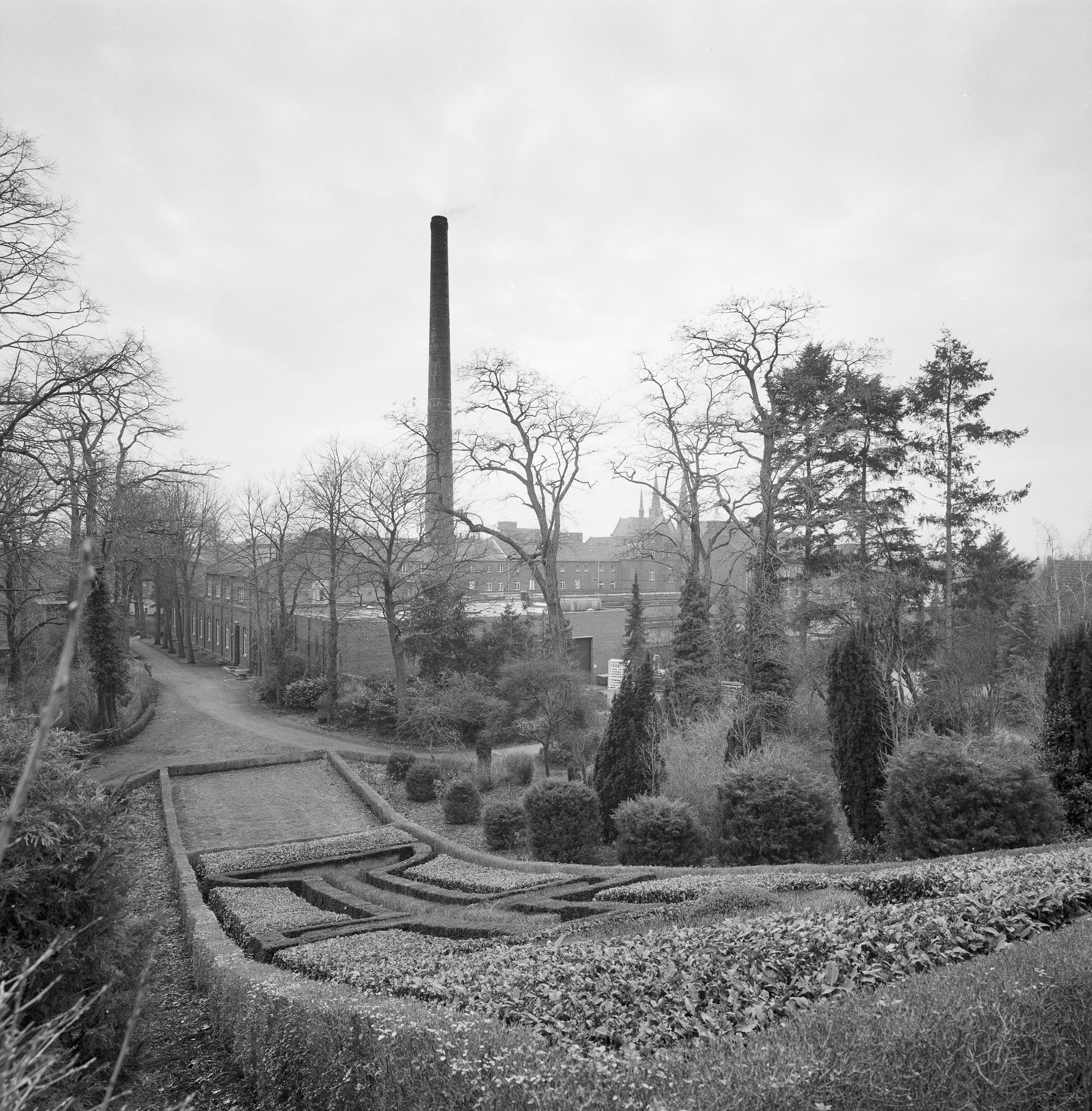
Zicht vanaf de heuvel
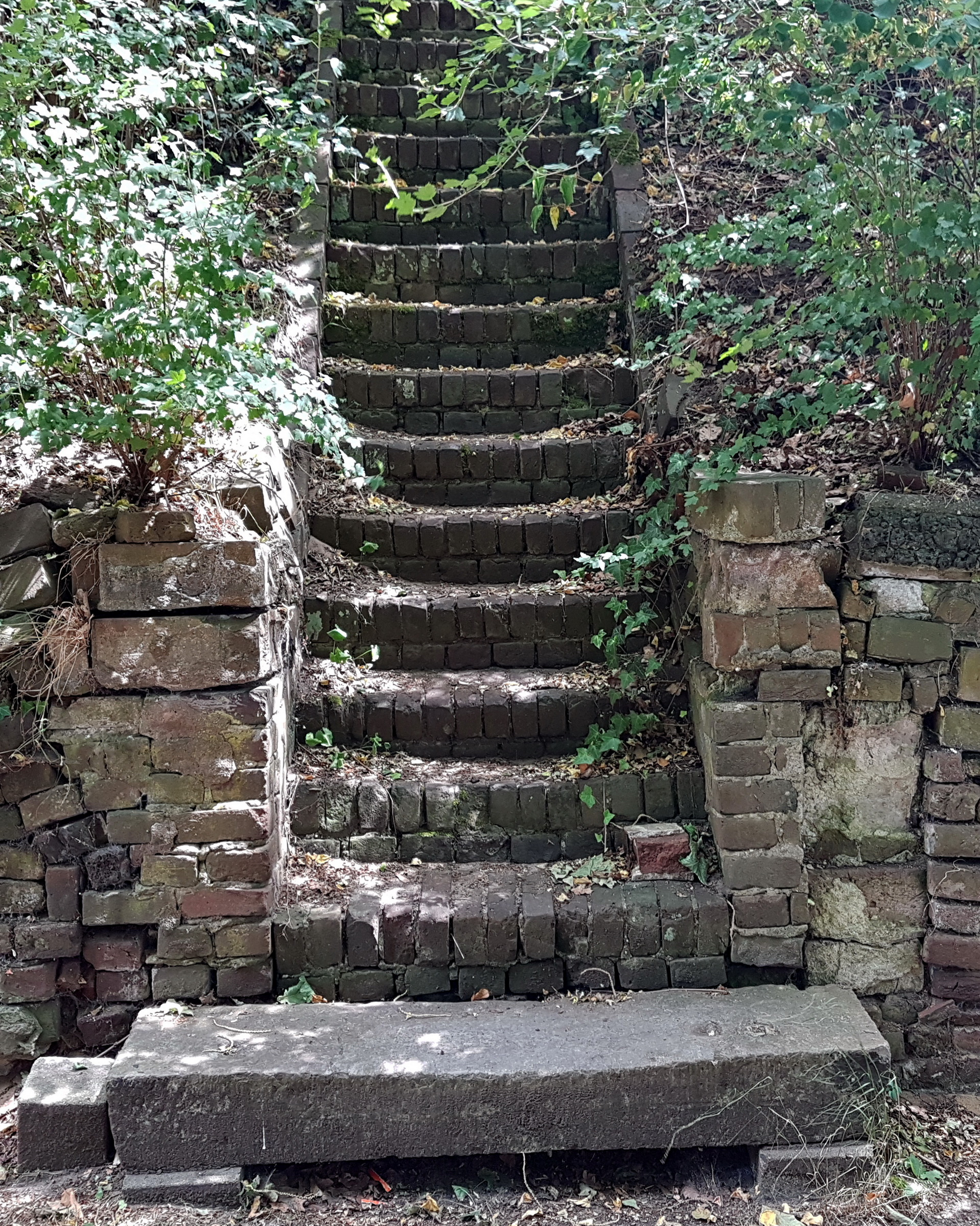
Trap achterkant